# مايلز جود
مايلز جود (بالإنجليزية: Myles Judd)‏ (3 فبراير 1999 في المملكة المتحدة - ) هو لاعب كرة قدم بريطاني في مركز الدفاع. لعب مع نادي ليتون أورينت.

## وصلات خارجية
- مايلز جود على موقع قاعدة بيانات كرة القدم.إي يو (الإنجليزية)
- مايلز جود على موقع Soccerbase.com (لاعب) (الإنجليزية)